# Livada (Satu Mare)
Livada (in passato Şarchiuz, in ungherese Sárköz) è una città della Romania di 7 026 abitanti, ubicata nel distretto di Satu Mare, nella regione storica della Transilvania.
Fanno parte dell'area amministrativa anche le località di Adrian, Dumbrava e Livada Mică.
Livada ha ottenuto lo status di città il 21 luglio 2006.

## Società

### Evoluzione demografica
La popolazione è a maggioranza ungherese (60%), mentre gli abitanti di etnia romena sono il 34% circa.

## Monumenti
I principali monumenti di Livada sono:
- Il Castello Vecsey, costruito nel 1760 in stile barocco; l'edificio è a pianta rettangolare, con tre livelli ed una piccola corte interna.
- Il tempio calvinista, costruito nel 1457 in stile barocco, a navata unica e con abside poligonale.
- La piccola chiesa greco-cattolica